# Вещество
Веществото е една от двете форми на съществуване на материята, която за разлика от полето се характеризира с маса в покой. Веществото се състои от елементарни частици — фермиони, сред които най-често срещаните са: електрони, протони и неутрони. Последните две образуват атомното ядро, а всичките три — атомите, молекулите, кристалите и т.н.

## Свойства на веществата
Веществото се характеризира с маса. Телата се привличат едно друго със сила, пропорционална на техните маси, поради наличието на гравитация. В ежедневния живот приравняваме масата с тегло, което е всъщност мярка за гравитационното привличане между него и Земята. Светлината не е вещество, макар че може да променя пътя си в гравитационно поле.
През двадесети век хората откриват, че веществото може да се превръща в енергия и обратно.

## Веществото във физиката

### Агрегатни състояния
Веществото съществува в различни форми, наричани също агрегатни състояния:
- твърдо тяло
  - Твърдите тела имат постоянна форма.
  - Повърхността на твърдото тяло не се променя значително при въздействие.
  - Скалите, дърветата и ледът са примери за твърди тела.
- течност
  - Течностите заемат формата на съда, в който са поставени.
  - Повърхността на течността се променя значително при въздействие.
  - Водата, лавата са течности.
- газ
  - Газовете също заемат формата на съда, в който се намират.
  - Газовете лесно се преместват при въздействие.
  - Въздухът, който дишаме, е съставен от газове.
  - Водната пара е газ.

Течностите и газовете се наричат още флуиди.
- плазма
  - Плазмата е газ в състояние на висока йонизация
  - Йоносферата и слънчевата корона са примери за плазма.

В нормални условия на Земята повечето вещества съществуват в едно или две агрегатни състояния. Под влияние на външни фактори като например температура и налягане те могат да преминават от едно агрегатно състояние в друго. Водата е единственото вещество, което се среща в природата в трите агрегатни състояния.

### Физически модели на веществото
Изследването на структурата и взаимодействията на градивните частици на веществото са довели до три основни физически модела:
- модел на идеалния газ
- модел на плазмата
- модел на кондензираната материя

## Веществото в химията
В химията е прието всички изучавани обекти да се разглеждат като индивидуални вещества (или химични елементи), смеси от тези вещества и техни съединения. Под индивидуално вещество се разбира абстрактно понятие, обозначаващо набор от атоми, свързани един с друг по определен закон. Границата между индивидуалното вещество и сместа от вещества е доста размита, защото съществуват вещества с непостоянен химически състав, за които не може да се напише точна химическа формула. Освен това индивидуалното вещество си остава абстракция, тъй като абсолютната чистота на дадено вещество практически е недостижима. Това означава, че всеки конкретен, реално съществуващ образец представлява някаква смес от вещества дори и когато едното от тях силно преобладава. Независимо от привидната изкуственост на това ограничение, много често чистотата на веществото играе ключова роля за неговите свойства. Така например, знаменитата якост на титана се проявява едва след като от него е отделен кислородът – неговото съдържание не бива да надминава определени граници (по-малко от стотни от процента).
Два големи раздела в химията разглеждат органичните и неорганичните вещества, като разделението се прави според наличието (в органичната химия) или отсъствието (в неорганичната химия) на въглеродни вериги (прави и затворени). Все пак разделението не е пълно и има много припокриване, например разделът металоорганична химия.